# 2016年の国際連合
2016年の国際連合 （2016ねんのこくさいれんごう）では、2016年の国際連合とその関係機関に関する出来事について記述する。

## できごと

### 1月
- 1月1日 - 国連安全保障理事会の非常任理事国に、ウクライナ、ウルグアイ、エジプト、セネガル、日本の5カ国が就任。任期は2017年12月31日までの2年間。日本の非常任理事国就任は11回目で、国連加盟国中最多となる[1]。
- 1月6日 – 北朝鮮、4度目の核実験。初の水爆実験として発表[2]。国際連合安全保障理事会は緊急会合を開き、北朝鮮を強く非難[3]。

### 10月
- 10月6日 - 事務総長の選出: 安全保障理事会がアントニオ・グテーレスを次期事務総長候補として勧告。
- 10月13日 - 事務総長の選出: 総会にて、アントニオ・グテーレスを次期事務総長に任命。

### 11月
- 11月30日 - 北朝鮮が今年9月に5度目の核実験を強行したことを受け追加制裁を協議してきた国連安保理が、北朝鮮から輸入する石炭の量を現在の半分以下に制限することなどを盛り込んだ新たな制裁決議を全会一致で採択した[4]。

### 12月
- 12月31日 - 潘基文事務総長が退任[5]。

## 周年
- 12月18日 - 日本、国際連合加盟60周年[6]。